# A Man Needs a Maid
«A Man Needs a Maid» es una canción del músico canadiense de folk rock Neil Young. Fue publicada como la tercera canción de su cuarto álbum de estudio Harvest (1972). Es una de las dos canciones de Harvest en las que Young está acompañado por la Orquesta Sinfónica de Londres.

## Música y letra
El crítico de música Johnny Rogan describe la melodía de «A Man Needs a Maid» como “inquietante”. William Ruhlmann, crítico de Allmusic, describe la canción como “una reflexión impresionista de un hombre que contempla el comienzo de una nueva relación romántica”.
La letra de «A Man Needs a Maid» ha generado polémica debido a las interpretaciones de que es chovinista. Esto es en gran parte el resultado de que Young usó el término “sirvienta” con dos significados en la canción, uno de los cuales es ama de llaves para cocinar y limpiar para él, y luego irse.  Sin embargo, el resto de la letra deja en claro que estas letras reflejaban los propios sentimientos de inseguridad de Young y trataban de equilibrar su necesidad de una relación igualitaria con una mujer contra su miedo a ser lastimado por esa relación y simplemente “vivir solo y contratar ayuda”. Esto es particularmente evidente en las primeras líneas “My life is changin' in so many ways/I don't know who to trust anymore” antes de que empiece a cantar sobre pensar en conseguir una sirvienta. Y aunque canta que la sirvienta se va después de hacer las tareas del hogar, después de cantar que “un hombre necesita una sirvienta”, continúa preguntando “¿Cuándo te volveré a ver?” El periodista musical Nigel Williamson proporciona una razón adicional de los sentimientos de Young sobre una sirvienta en la canción, ya que él escribió la canción cuando fue hospitalizado después de una cirugía de espalda y, por lo tanto, literalmente necesitaba los servicios de una sirvienta en ese momento. Respondiendo a la acusación de sexismo de lecturas literales de la canción, Young señaló que “Robin Hood amaba a una criada mucho antes de la liberación de la mujer”.
Tal vez anticipándose a tales críticas, Young declaró lo siguiente en una interpretación temprana de la canción en el Boston Music Hall el 21 de enero de 1971:

Esta es otra canción nueva. Se llama «A Man Needs a Maid». Es una especie de... en realidad no significa lo que dice. Es solo la idea de que alguien pensaría lo suficiente como para decir algo así, lo que demostraría que algo más estaba sucediendo. [risa corta] Así que no lo tomes como algo personal cuando lo digo. Realmente no quiero una criada.

En el último verso, Young describe ver una película y enamorarse de la actriz. Esta es una referencia autobiográfica al enamoramiento de Young con la actriz Carrie Snodgress, quien se convertiría en la madre del primer hijo de Young. Young se enamoró por primera vez de Snodgress cuando la vio interpretar el papel de ama de casa en la película Diary of a Mad Housewife.

## Antecedentes y grabación
En presentaciones en vivo antes de grabar Harvest, Young cantó «A Man Needs a Maid» acompañándose al piano. Las primeras grabaciones muestran que la canción se interpretó como un medley junto con el próximo hit single «Heart of Gold». Más adelante en la gira, «Heart of Gold» se separó para interpretarse solo con una guitarra acústica. Para la grabación de Harvest, Young agregó el acompañamiento de la Orquesta Sinfónica de Londres, grabado en Barking Town Hall (ahora el teatro de Broadway) en Londres en febrero de 1971. Jack Nitzsche proporcionó el arreglo orquestal. La grabación de Harvest comienza con solamente Young en el piano con el acompañamiento orquestal que se une a él después de la primera declaración de “un hombre necesita una criada”. Varios críticos, incluido Johnny Rogan, consideraron que el acompañamiento orquestal era exagerado. Sam Inglis, sin embargo, afirma que la orquesta “subraya las dinámicas de la actuación de Young de la misma manera que un compositor de películas podría reforzar los giros y vueltas de un melodrama elevado”. Como ejemplo, Inglis señala el punto en el que Young grita apasionadamente por una “mai-ai-ai-aid” mientras “golpea” el piano, y el flautín toca una “nota de advertencia” antes de que las cuerdas “se disparan hacia arriba”.

## Recepción de la crítica
La revista Rolling Stone clasificó a «A Man Needs a Maid» como la canción #64 de todos los tiempos de Neil Young, calificándola de “una unión conmovedora de grandeza y vulnerabilidad”. Aunque algunos críticos encontraron que el acompañamiento orquestal era exagerado, Rolling Stone lo describió como “dramático” y a Bob Dylan le gustó. Young ha declarado que “Algunas personas pensaron que el arreglo estaba exagerado, pero Bob Dylan me dijo que era uno de sus favoritos. Escuché más de cerca a Bob”. El propio Young declaró que la canción es “exagerada, pero es genial”. Robert Christgau, crítico de The Village Voice describió la canción como una canción “importante” que era “musicalmente gratificante”. John Mendelsohn, crítico de Rolling Stone, lo describió como “particularmente interesante” por cómo Young “trata su tema favorito, su incapacidad para encontrar y mantener un amante, en una novela y llamativamente descarado (en términos de la conciencia acelerada de nuestra sociedad de la mujer derechos) manera”. El crítico de The New Rolling Stone Album Guide, Robert Sheffield, describió la letra como “involuntariamente hilarante”. El crítico de Pitchfork, Mark Richardson, dijo que la canción es “una de las creaciones más extrañas [de Young], un retrato conmovedor de la soledad socavado con un estribillo de coro torpe y torpe, cuya sinceridad nunca ha sido del todo clara”.
Young incluyó «A Man Needs a Maid» en su álbum recopilatorio Decade (1977). Una versión en vivo de la versión original de la canción que contiene «Heart of Gold» se incluyó en Live at Massey Hall 1971. Otra presentación en vivo de esta versión se incluyó en el álbum pirata de 2000, There's a World.
Emily Haines interpretó la canción con «The Maid Needs a Maid».